# 리비아 밀하겐
리비아 밀하겐(Livia Millhagen, 1973년 5월 23일 ~ )은 스웨덴의 배우이다.

## 출연 작품
- 오텀 리브즈 (2012)